# Christoph Otto Müller
Christoph Otto Müller (* 27. September 1894 in München; † 7. Mai 1967) war ein deutscher Philatelist und langjähriger Leiter der Philatelistischen Bibliothek München.

## Leben
Seit jungen Jahren war er Briefmarkensammler und von 1938 bis 1946 als ehrenamtlicher Leiter der Philatelistischen Bibliothek München tätig. Deren Bestände blieben über den Zweiten Weltkrieg erhalten. Ab 1947 war er hauptamtlicher Leiter dieser Bibliothek. Bald wurde er zum Leiter der Bundesstelle für philatelistische Literatur vom Bund Deutscher Philatelisten berufen. Er begründete die Reihe „Literatur-Nachrichten“ für Philatelisten. Dabei stellte er regelmäßig Artikel aus über 100 Zeitschriften für Forschungszwecke als Literaturnachweise zusammen.

## Mitgliedschaften
- Gründungsmitglied der AIJP (Association Internationale des Journalistes Philatélique)
- seit 1953 war er Mitglied der Poststempelgilde

## Auszeichnungen
- 1953 Kalckhoff-Medaille[1]

## Werke
Er verfasste unter anderem verschiedene philatelistische Bibliografien zu altdeutschen Postgebieten, einige davon sind bis heute in ihrer Art unerreicht:
- Baden-Bibliographie mit 16 S. von 1960, Duisburg: Gesellschaft für philatelistische Literatur
- Bayern-Bibliographie mit 36 S. von 1961, Duisburg: Gesellschaft für philatelistische Literatur
- Preussen-Bibliographie mit 12 S. von 1961
- Saar-Bibliographie S. 9–12 von 1962 als Zeitschriftenartikel
- Sachsen-Bibliographie mit 8 S. von 1965
- Schleswig-Holstein-Bibliographie mit 8 S. von 1950, im Selbstverlag
- Thurn und Taxis-Bibliographie mit 20 S. von 1967, Duisburg: Gesellschaft für philatelistische Literatur
- Württemberg-Bibliographie mit 20 S. von 1951, im Selbstverlag